# 国宝茶席三名席
国宝茶席三名席（こくほうちゃせきさんめいせき）
- 京都山崎妙喜庵の待庵
- 大徳寺龍光院の密庵
- 京都建仁寺正伝院にかつてあり、現在は犬山城下有楽苑にある如庵

以上3つのこと。
いずれも、現存する茶道文化史上最高部類の貴重な遺構とされる。